# Talsperre Crystal
Die Talsperre Crystal (englisch Crystal Dam) ist eine Talsperre mit Wasserkraftwerk im Montrose County, Bundesstaat Colorado, USA. Sie staut den Gunnison River zu einem Stausee (englisch Crystal Reservoir) auf. Die Talsperre Morrow Point liegt ca. 9,5 km (6 miles) flussaufwärts; die Kleinstadt Montrose befindet sich ungefähr 32 km (20 miles) westlich der Talsperre Crystal. Die Talsperre und der Stausee liegen in der Curecanti National Recreation Area.
Die Talsperre dient der Stromerzeugung. Mit dem Bau der Talsperre wurde 1972 begonnen. Sie wurde 1977 fertiggestellt. Die Talsperre ist im Besitz des United States Bureau of Reclamation (USBR) und wird auch vom USBR betrieben.

## Absperrbauwerk
Das Absperrbauwerk ist eine doppelt gekrümmte Bogenstaumauer aus Beton mit einer Höhe von 98,5 m (323 ft) über der Gründungssohle. Die Mauerkrone liegt auf einer Höhe von 2064 m (6772 ft) über dem Meeresspiegel. Die Länge der Mauerkrone beträgt 189 m (620 ft). Die Dicke der Staumauer liegt bei 8,8 m (29 ft) an der Basis und 3 m (10 ft) an der Krone. Das Volumen des Bauwerks beträgt 118.047 m³ (154.400 cubic yards).
Die Hochwasserentlastung besteht aus einem unkontrollierten Überlauf auf der rechten Seite der Mauerkrone. Über die Hochwasserentlastung können maximal 1171 m³/s (41.350 cft/s) abgeleitet werden, über den Turbineneinlass und den Grundablass zusammen maximal 123 m³/s (4350 cft/s).

## Stausee
Beim normalen Stauziel von 2059 m (6755 ft) erstreckt sich der Stausee über eine Fläche von rund 1,37 km² (340 acres) und fasst 32 Mio. m³ (26.000 acre-feet) Wasser.

## Kraftwerk
Das Kraftwerk befindet sich am Fuß der Talsperre auf der linken Flussseite. Es ging 1978 in Betrieb. Die installierte Leistung beträgt 31,5 MW; sie lag ursprünglich bei 28 MW. Bei der Francis-Turbine wurde 2004 eine Leistungssteigerung durchgeführt. Die Fallhöhe beträgt 63 m (207 ft). Das Kraftwerk läuft in der Grundlast.
Die durchschnittliche Jahreserzeugung liegt bei rund 138 (bzw. 167,8) Mio. kWh.